# Michael Koefoed
Andreas Michael Koefoed (27. december 1867 i Rønne – 20. august 1940 i København) var en dansk nationaløkonom og kortvarigt finansminister i ministeriet M.P. Friis efter Påskekrisen.
Han var søn af rektor C.G. Koefoed og hustru f. Andresen, blev student i Rønne 1886, blev cand.polit. 1891 og blev ansat i det statistiske departement samme år. Her avancerede han fra assistent (1892) til fuldmægtig (1896), kontorchef (1902) og chef (1904) og var generaldirektør for Skattevæsenet fra 1913.
Han var formand for Sønderjysk Valutaråd af 1920, formand for de under 1. verdenskrig nedsatte vurderingskommissioner, Finansministeriets tilsynshavende ved Koloniallotteriet, medlem af Handelsministeriets Landmandsbankudvalg 1926, bestyrelsesformand for A/S Nordisk Genforsikring, medlem af bestyrelsen for Ritzaus Bureau, Københavns Sparekasse og af kontrolkomitéen for Nye Danske af 1864, formand for Nationaløkonomisk Forening 1916-28, for Nationalforeningen Bornholm, Foreningen Norden, medlem af Overskyldrådet 1903-13, censor ved de statsvidenskabelige eksaminer 1905-10, Statens forligsmand i arbejdsstridigheder 1910-14 og 1922-28, i direktionen for Selskabet for Efterslægten, medarbejder ved J.P. Traps Statistisk-topografisk Beskrivelse af Kongeriget Danmark og medudgiver af Grundrids af Danmarks Statistik.
Han blev Ridder af Dannebrog 1905, Dannebrogsmand 1911, Kommandør af 2. grad 1917, af 1. grad 1924 og fik som tegn på kongens velvilje Storkorset 1936. Fortjenstmedaljen i guld havde Koefoed modtaget 1911. Han bar desuden udenlandske ordener, Æreslegionen m.fl.
Han blev gift 4. april 1896 med Inger Margrethe Thorsen (18. februar 1873 i Rønne- 7. juni 1972 i Gentofte), datter af købmand Chr. Thorsen i Rønne og hustru Cathinka f. Jespersen.
Han er begravet på Vestre Kirkegård.
Der findes en buste af V. Gustafsson i familieeje. Desuden afbildet på tegning af Herluf Jensenius fra 1922 (Frederiksborgmuseet).